# Pável Fedótov

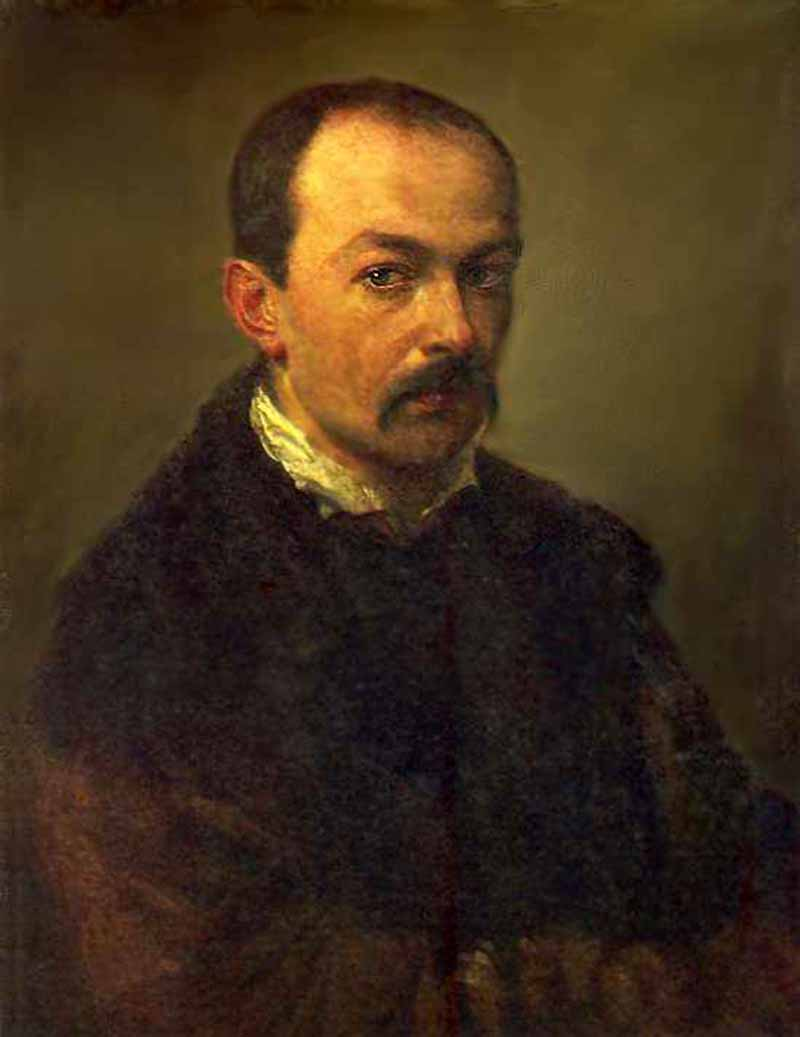
Pável Fedótov.

Pável Andréyevich Fedótov (Павел Андреевич Федотов en cirílico) (1815 – 1852) fue un pintor ruso.

## Biografía
Fedótov fue un oficial en la Guardia Imperial de San Petersburgo. Como muchos de sus colegas de la época, estaba interesado en las artes. Tocaba la flauta y atendía a escuelas vespertinas donde aprendió a pintar. Fedótov decidió centrarse en la pintura y dejó el ejército en 1844. Al principio, usó lápiz y acuarela pero cambió a la pintura al óleo a partir de 1846.
Fedótov disfrutó de un breve periodo de éxito público en las exposiciones en San Petersburgo de 1849 y 1850, cuando – debido a las revoluciones de 1848 – sus conexiones cercanas con el Círculo Petrashevsky hicieron de él objetivo de la persecución gubernamental.
Fedótov tenía solo 37 años de edad cuando murió en una clínica mental.

## Galería

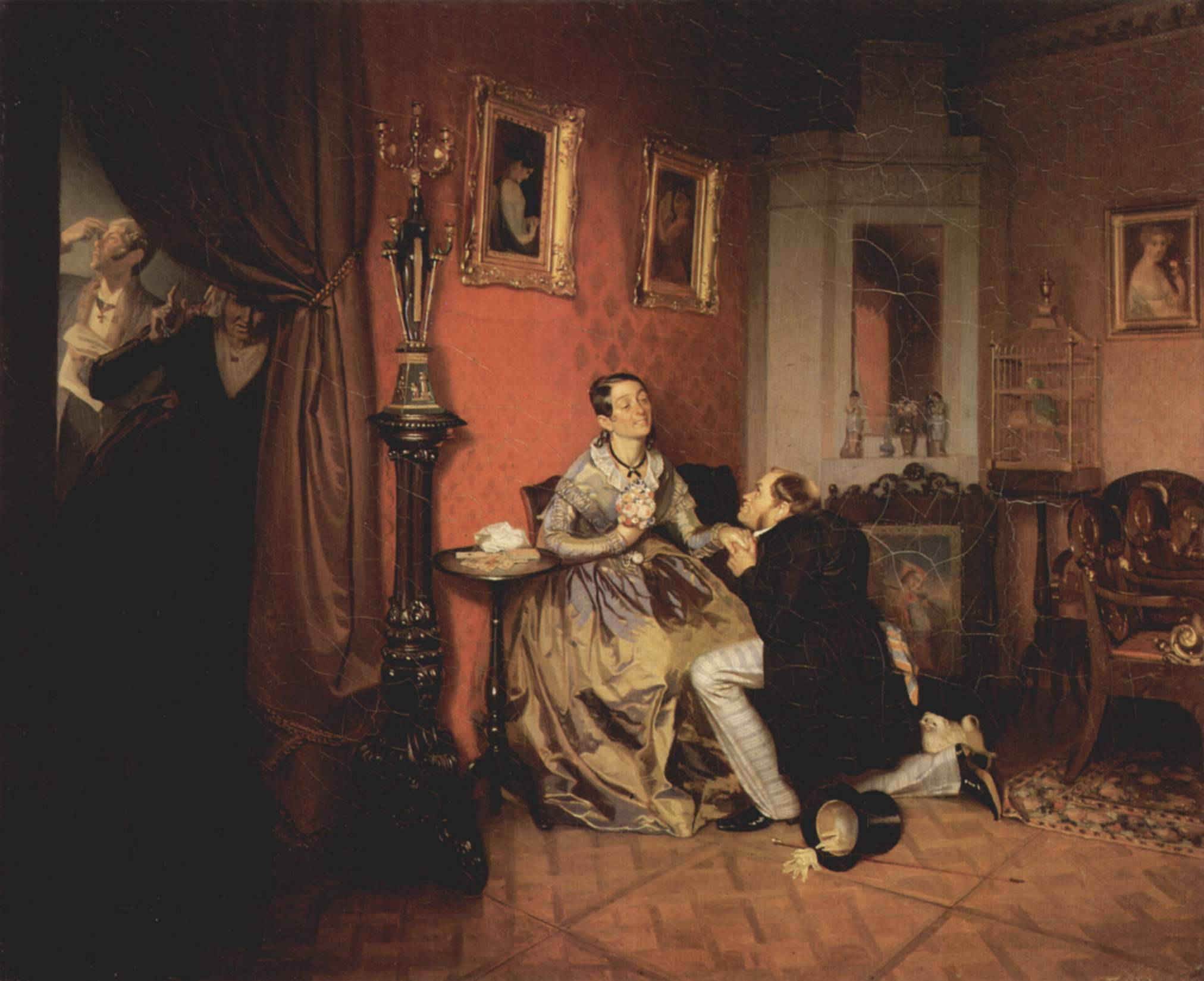
Novia difícil, 1842
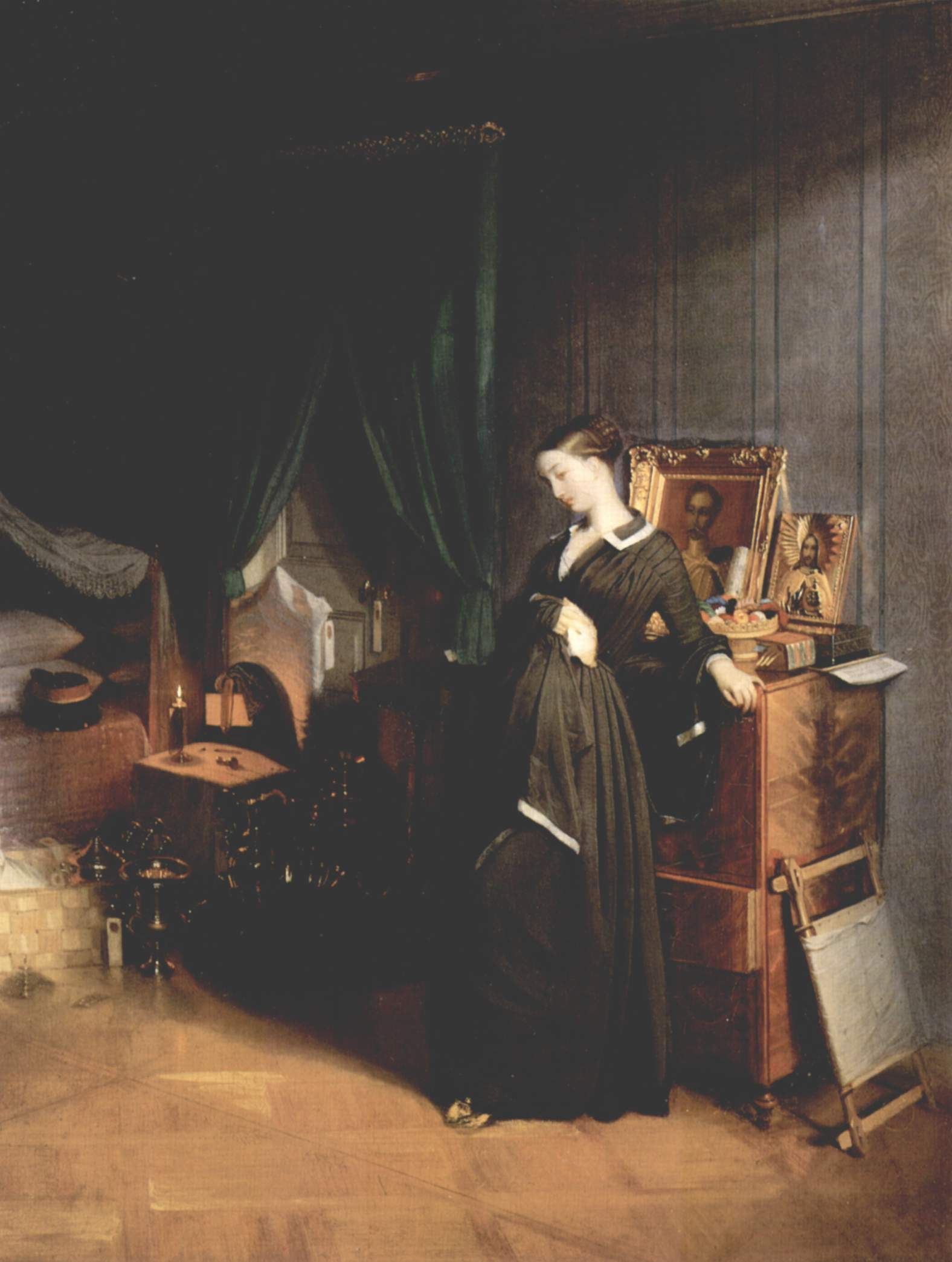
Viuda joven, 1851
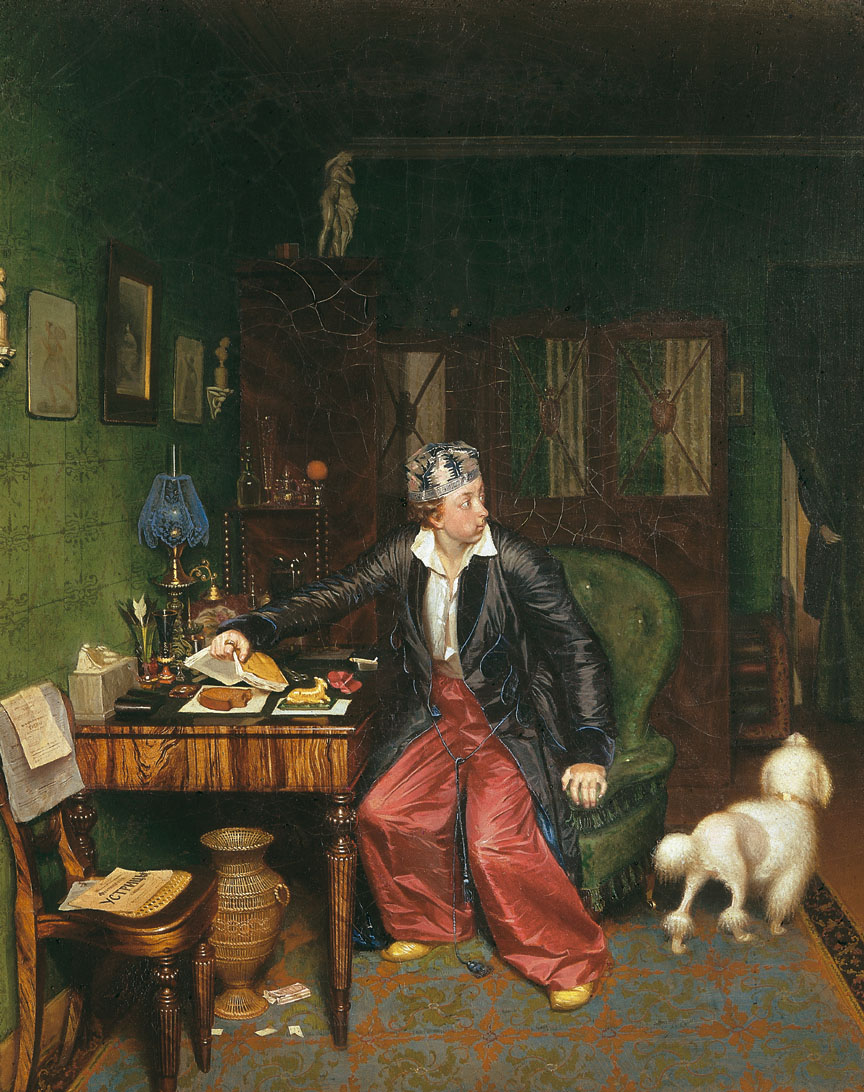
Desyuno de un aristócrata
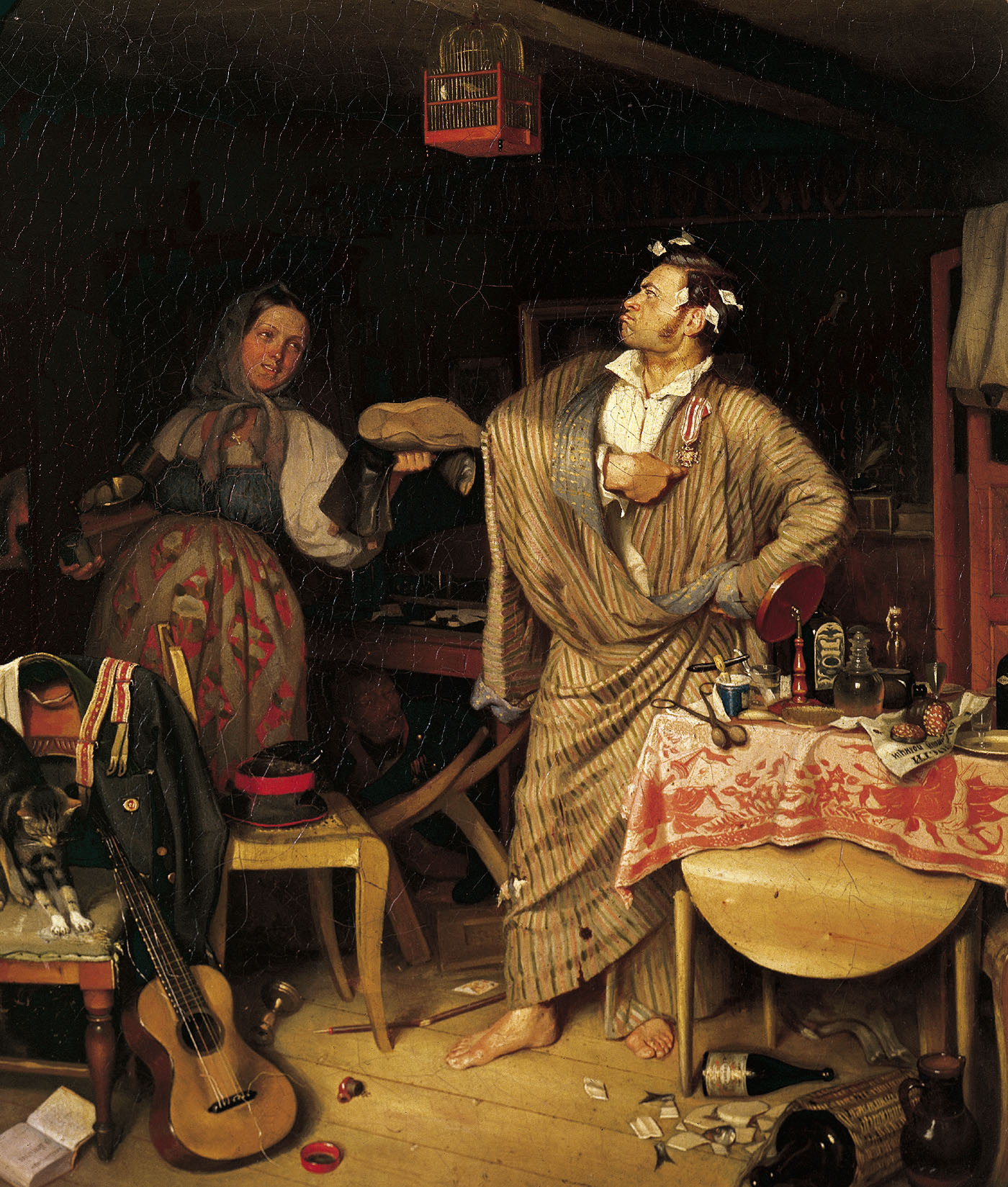
Caballero fresco (Mañana de un burócrata recibiendo su primera cruz)
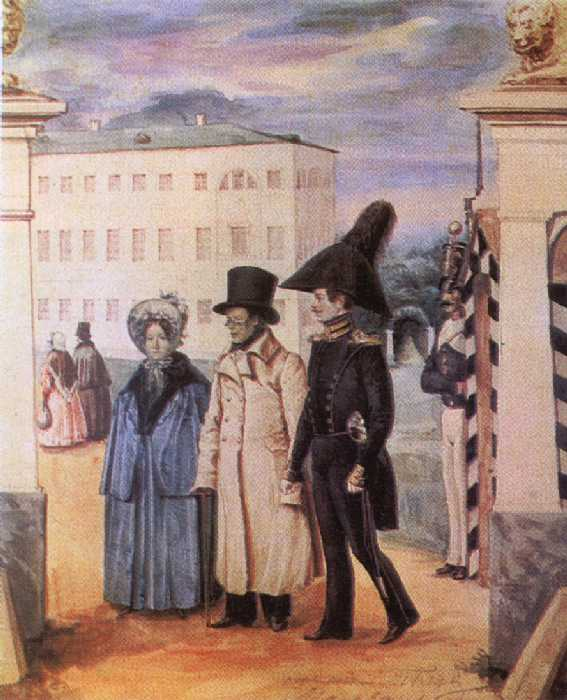
P. A. Fedótov vestido de oficial con A. I. Fedótov (padre del artista), A. I. Kalasiunikov (la hermanastra del artistas), 1837
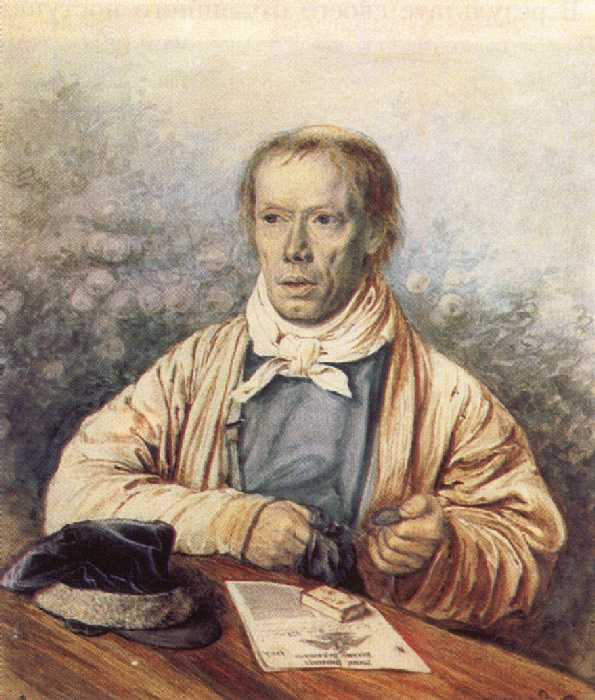
Retrato de A. I. Fedótov, padre del artista, 1837
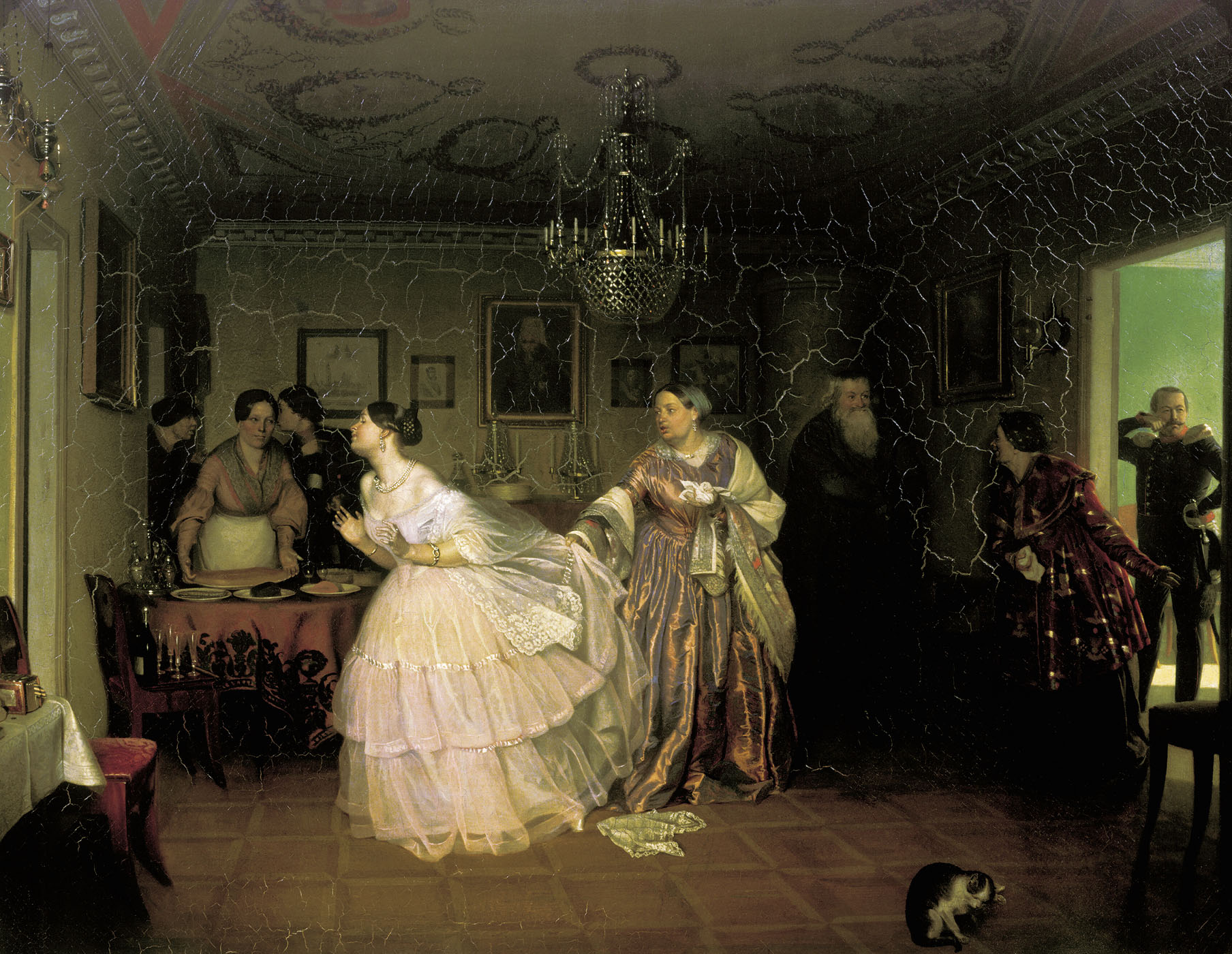
El compromiso del mayor, 1848
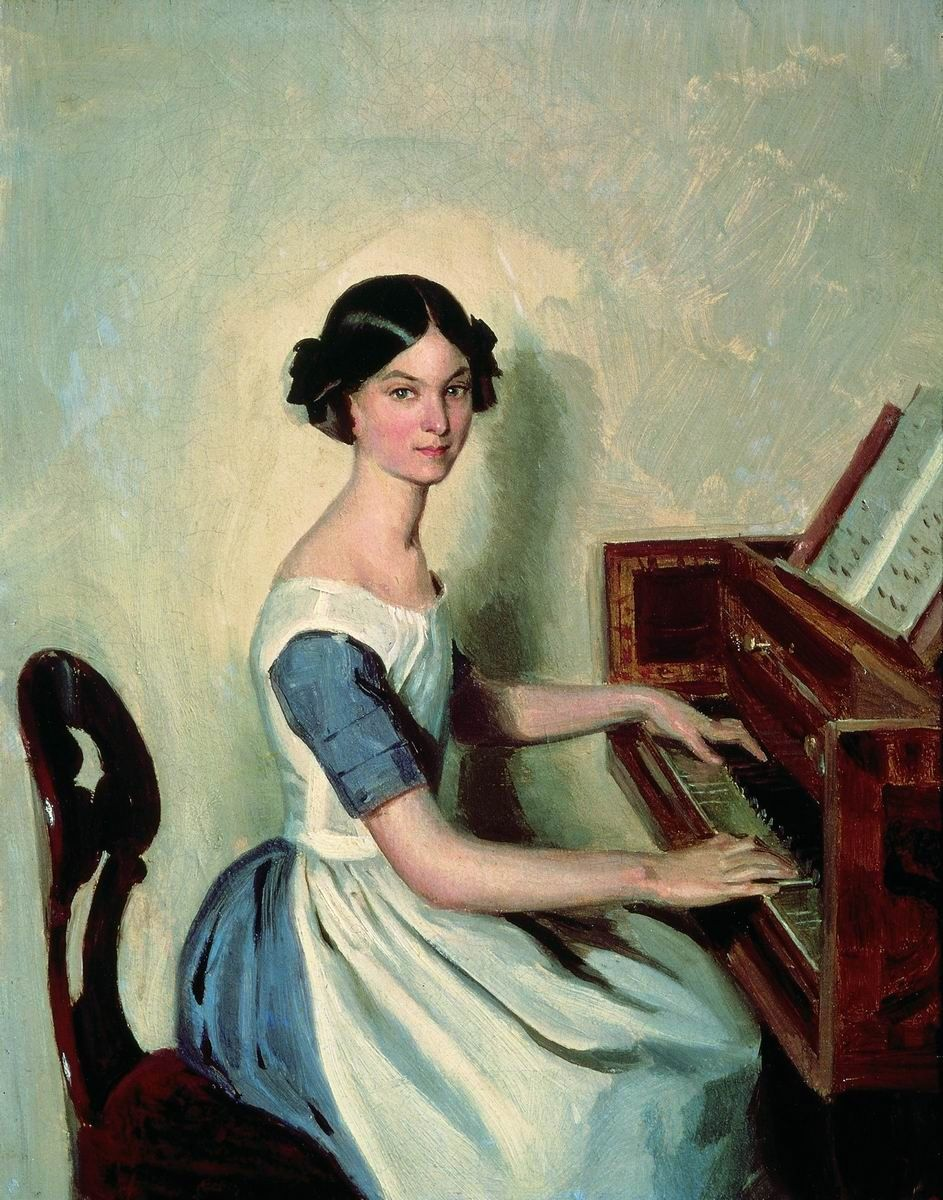
Retrato de N P Zhdanovich en el clavicordio